# Ральдес, Рональд
Ро́нальд Ра́льдес Балька́сар (исп. Ronald Raldes Balcázar; род. 20 апреля 1981, Санта-Крус, Боливия) — боливийский футболист, выступавший на позиции защитника. Первый игрок в истории боливийского футбола, достигший отметки в 100 сыгранных матчей за национальную сборную Боливии. В настоящее время — президент боливийского клуба «Ориенте Петролеро».

## Клубная карьера
Ральдес начинал свою карьеру в боливийском клубе «Дестройерс», но уже на следующий сезон перешёл в «Ориенте Петролеро», с которым в 2001 году выиграл чемпионат Боливии.
Благодаря успешному выступлению за «Ориенте Петролеро» и национальную сборную Ральдес в 2003 году перешёл в «Росарио Сентраль», за который провёл 136 игр за 4 сезона.
В 2008 году перебрался в аравийский клуб «Аль-Хиляль», где за сезон провёл всего две игры — столько же, сколько и за «Крус Асуль», куда Рональд Ральдес перебрался в 2009 году.
Сезон 2009/10 провёл в чемпионате Израиля, играя за тель-авивский «Маккаби».
С 2010 до 2013 года был игроком аргентинского «Колона».
В 2013 году перешёл в «Ориенте Петролеро».
В 2017 году стал игроком Боливара.
1 января 2019 года вернулся в «Ориенте Петролеро». В мае 2019 года объявил о завершении профессиональной карьеры футболиста. В июле 2019 года был избран новым президентом Ориенте Петролеро.

## Карьера в сборной
Ральдес — рекордсмен по количеству матчей за сборную Боливии. 28 мая 2018 года он в сотый раз вышел на поле в футболке национальной сборной своей страны.

## Достижения
«Ориенте Петролеро»
- Чемпион Боливии: 2001